# Рядинка
Рядинка — річка в Україні, у Поліському районі Київської області. Права притока Ужа (басейн Прип'яті).

## Опис
Довжина річки приблизно 15,2 км.

## Розташування
Бере початок в урочищі Малий Борок. Тече переважно на північний схід через Радинку, Федорівку і на південному сході від Діброви впадає у річку Уж, праву притоку Прип'яті.